# Euphorbia meloformis
Euphorbia meloformis är en törelväxtart som beskrevs av William Aiton. Euphorbia meloformis ingår i släktet törlar, och familjen törelväxter.

## Underarter
Arten delas in i följande underarter:
- E. m. meloformis
- E. m. valida

## Bildgalleri

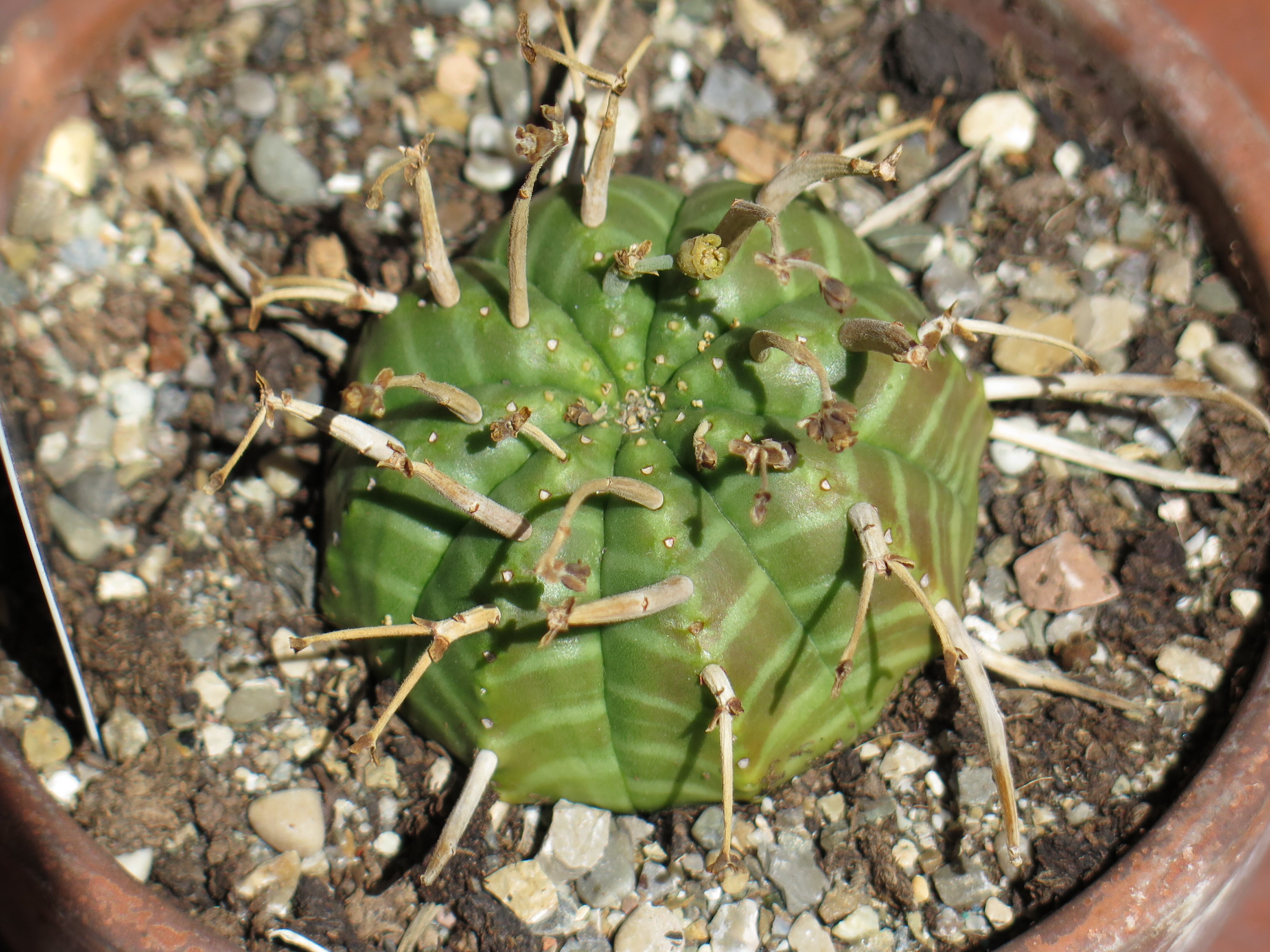
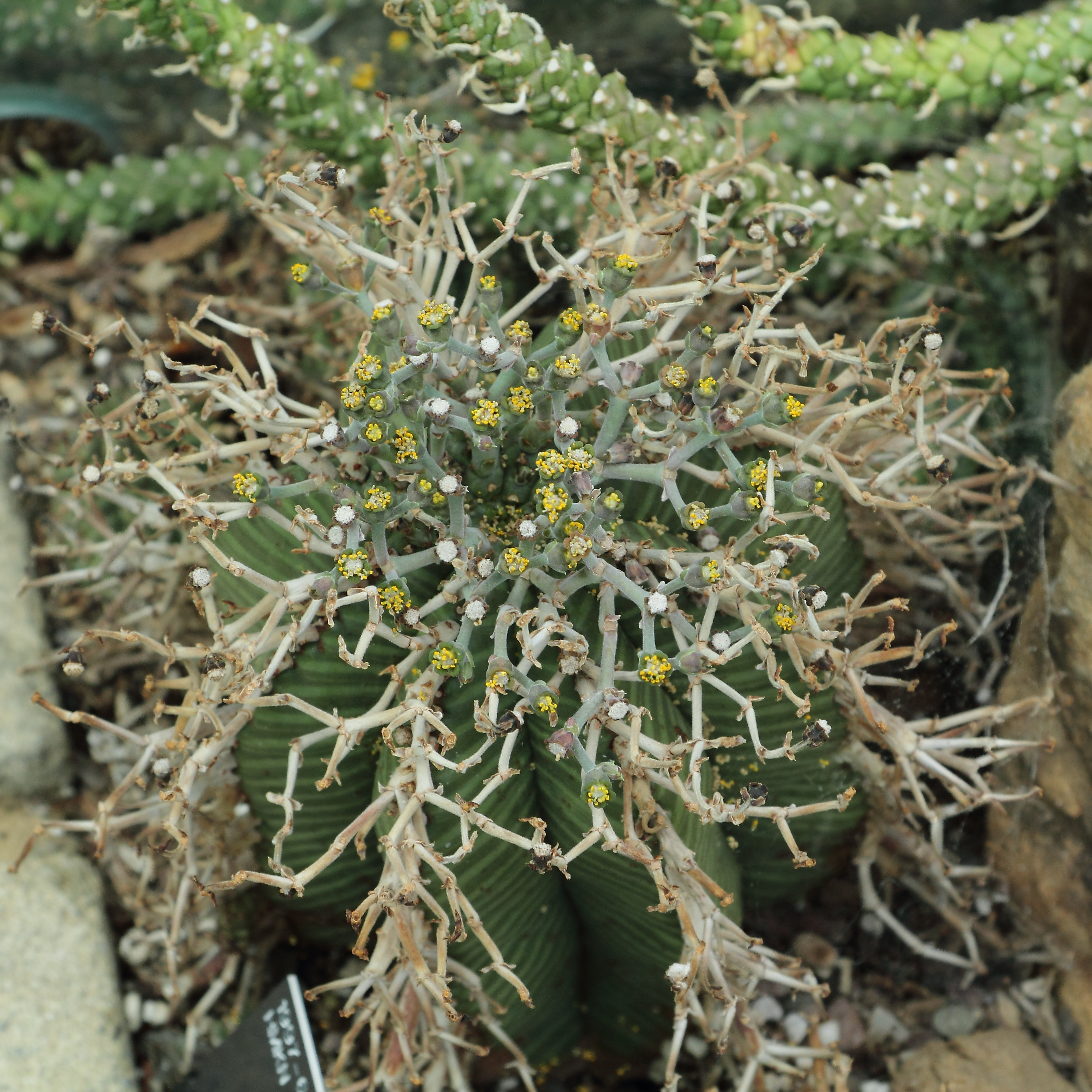
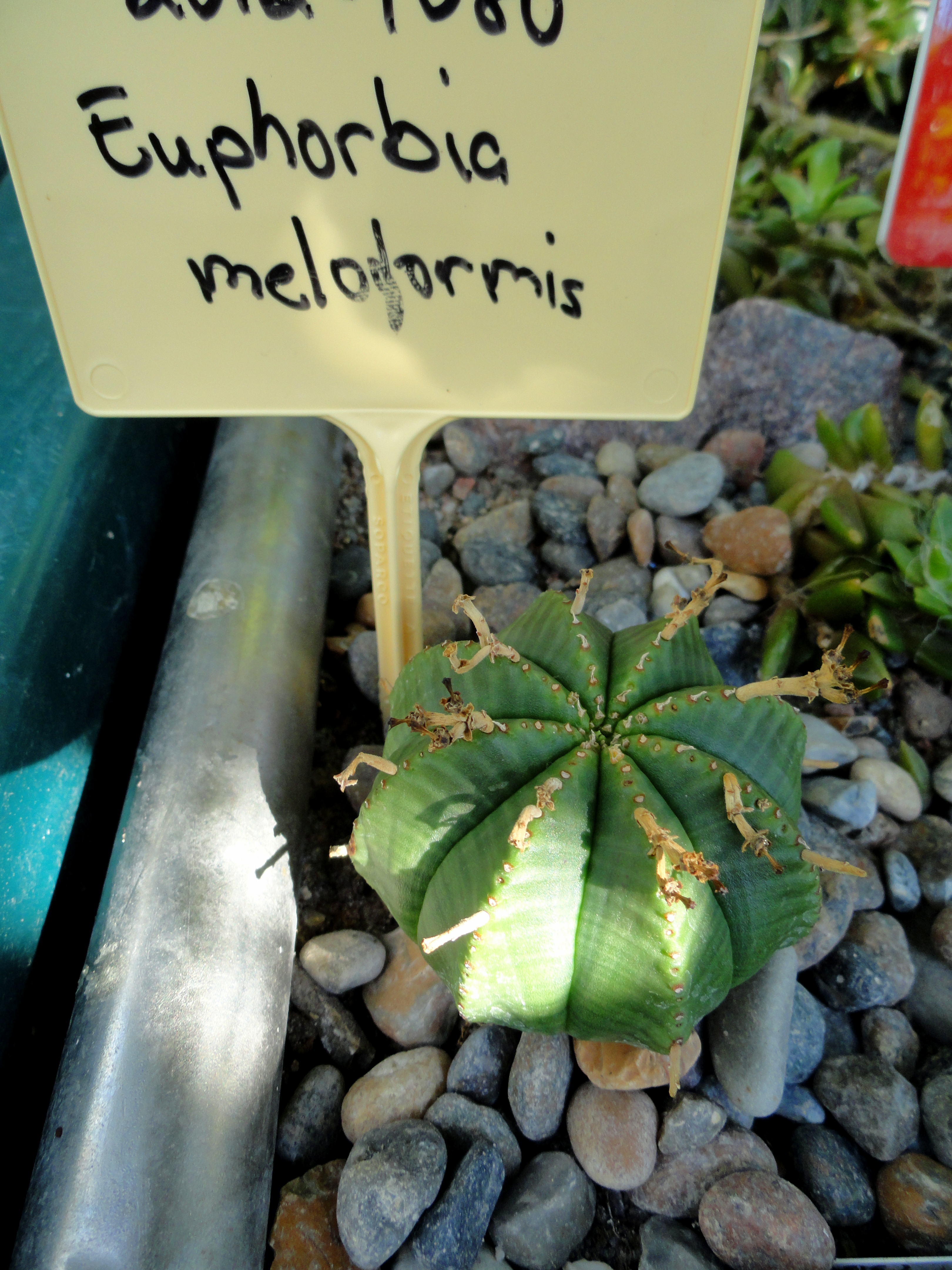
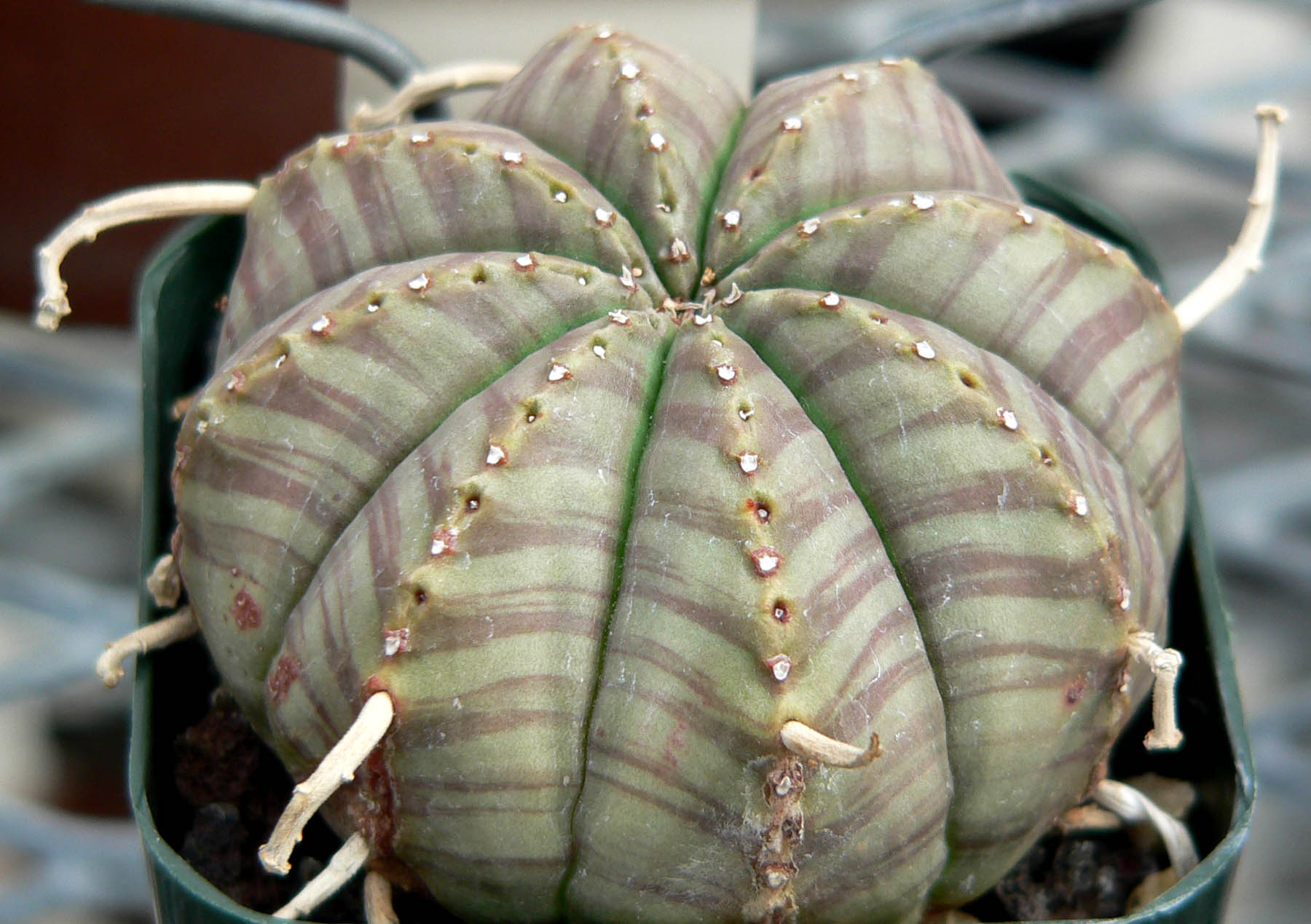
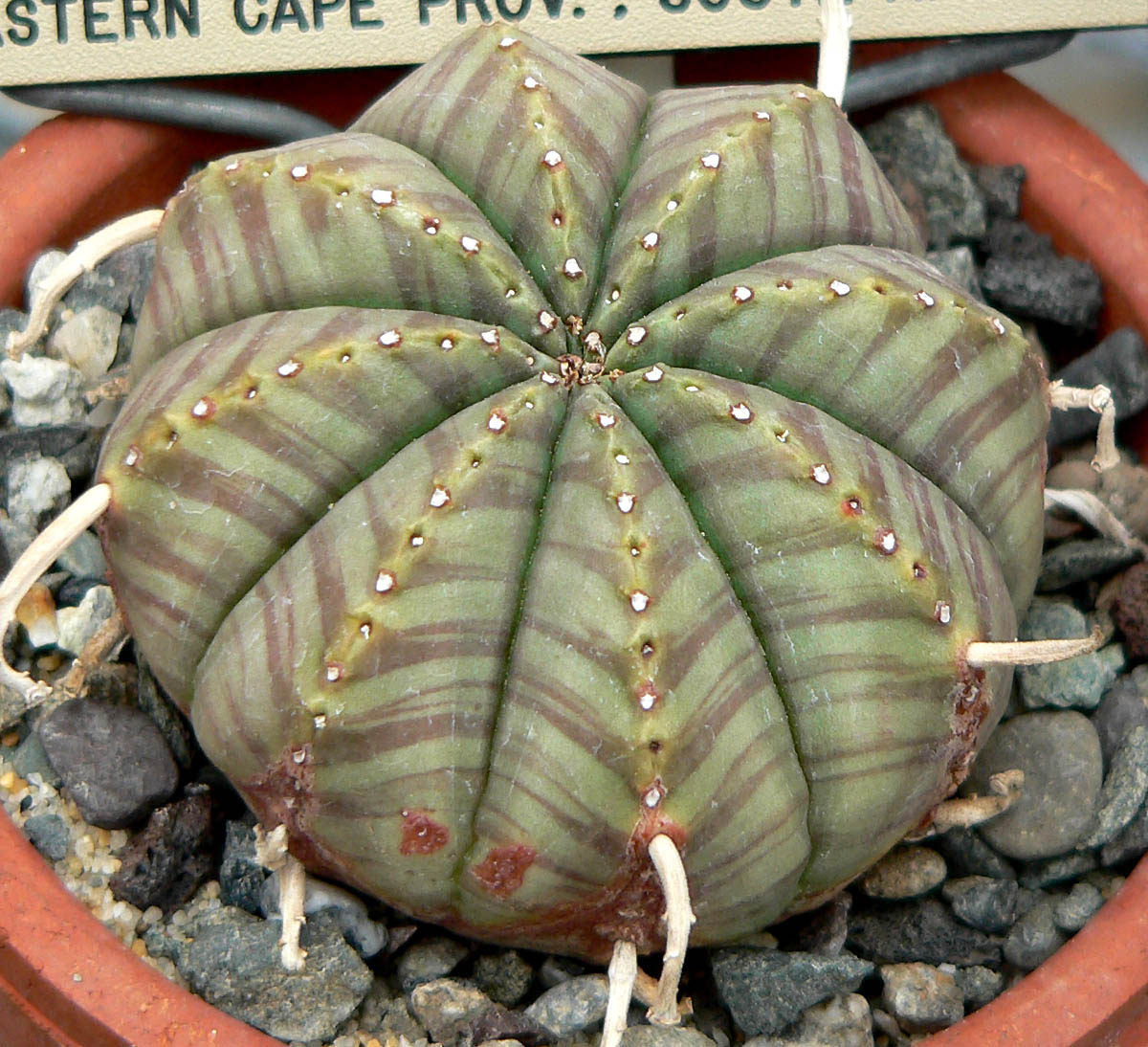
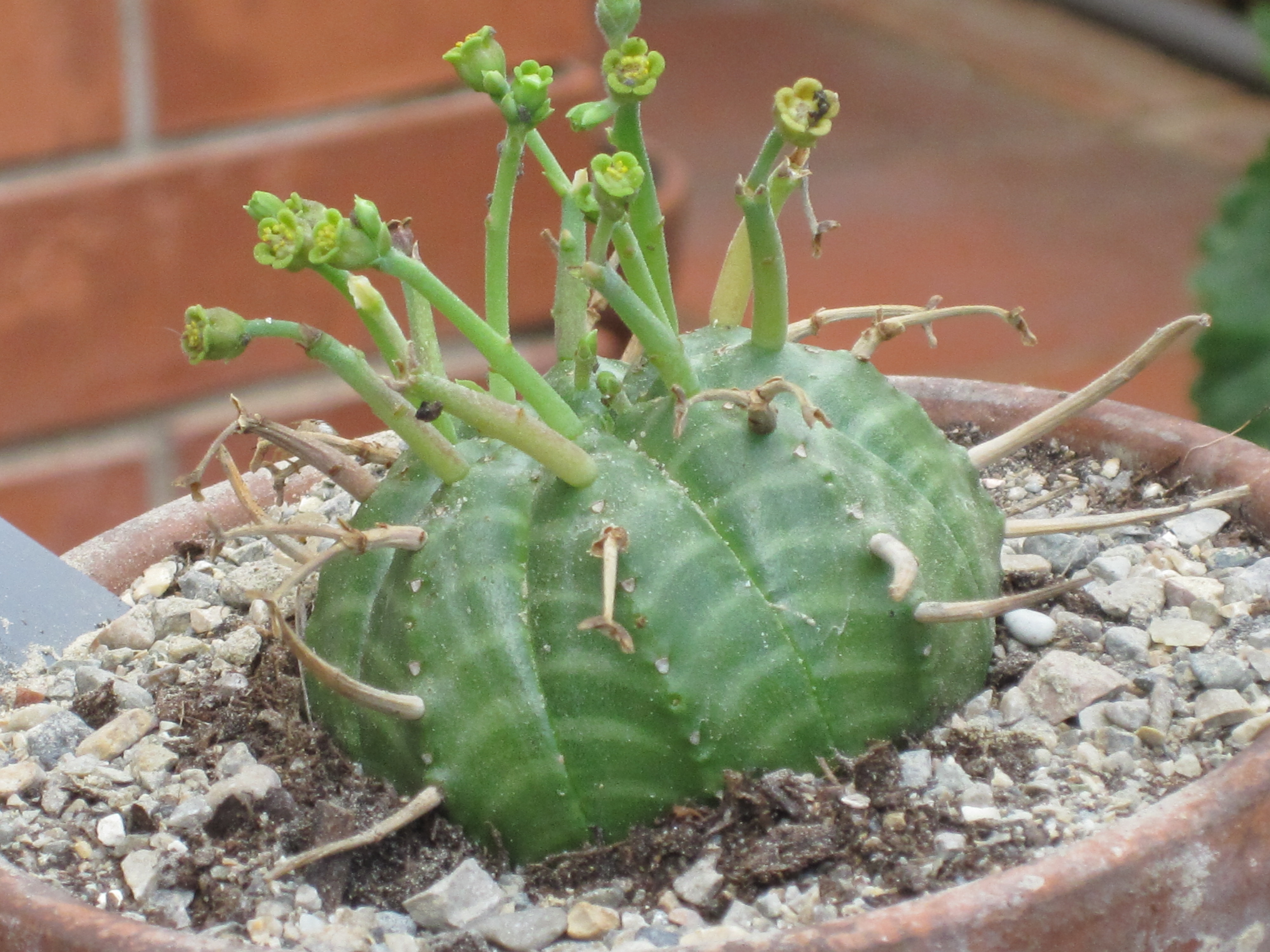